# Graptemys pearlensis
Graptemys pearlensis, im Englischen auch Pearl River Map Turtle, ist eine Art aus der Gattung der Höckerschildkröten, die zur Familie der Neuwelt-Sumpfschildkröten gehört. 

## Merkmale
Graptemys pearlensis ähnelt äußerlich stark der Pascagoula-Höckerschildkröte (Graptemys gibbonsi), mit der die Art bis zu ihrer Erstbeschreibung als konspezifisch angesehen wurde. Wie diese gehört sie zu den Höckerschildkröten mit breitem Kopf, wobei die Weibchen breitere Köpfe als die Männchen besitzen. Sie hat einen hoch aufragenden, olivbraunen Rückenpanzer mit einem deutlichen Kiel, der meist durchgängig schwarz oder dunkelbraun gefärbt ist, wobei die Färbung an den dornartigen Fortsätzen am deutlichsten ausgeprägt ist. Die Marginalschilde weisen je einen einzelnen gelben Streifen auf, der schmaler als bei Graptemys gibbonsi ist. Auf dem zwölften und letzten Marginalschild ist dieser Streifen kürzer und liegt weiter entfernt von der Naht zwischen den beiden zwölften Marginalschilden als bei Graptemys gibbonsi. Mit einer Rückenpanzerlänge von bis zu 29,5 Zentimeter sind die Weibchen deutlich größer als die Männchen mit maximal etwa 12 Zentimetern Panzerlänge. Das Plastron ist flach. Kopf und Beine sind braun bis oliv mit hellen gelben bis gelblich-grünen Streifen. Auf dem Kopf liegt ein großer Fleck zwischen den Augen, der mit zwei großen Flecken hinter den Augen verbunden ist und auf der Nase meist zu einer dreizackartigen Form ausläuft.

## Vorkommen
Die Art kommt in Mississippi und Louisiana in mittelgroßen Bächen des Pearl-River-Flusssystems vor, nach dem die Art auch benannt wurde.